# Trevor Winter
Trevor Winter (nacido el 7 de enero de 1974 en Slayton, Minnesota) es un exjugador de baloncesto estadounidense que jugó una temporada de la NBA, además de hacerlo en la IBA. Con 2,13 metros de estatura, lo hacía en la posición de pívot.

## Trayectoria deportiva

### Universidad
Jugó durante cuatro temporadas con los Golden Gophers de la Universidad de Minnesota, en las que promedió 2,9 puntos y 2,7 rebotes por partido.

### Profesional
Tras no ser elegido en el Draft de la NBA de 1997, jugó en los Fargo-Moorhead Beez de la liga menor IBA, hasta que en enero de 1999 fichó por los Minnesota Timberwolves. Tras pasarse un mes y medio en a lista de lesionados, debutó en el mes de marzo contra Los Angeles Lakers, y con una consigna clara por parte de su entrenador Flip Saunders: hacer cinco faltas personales sobre el pívot rival, Shaquille O'Neal, con la amenaza de multarle con 1.000 dólares por cada falta que no cometiera. Se tomó el encargo al pie de la letra, y en 5 minutos de juego se cargó con las 5 faltas personales. Finalmente los Lakers ganaron 107-101, y Shaq anotó 24 puntos. Tras ese partido, fue desactivado, y ya no volvió a jugar.
Probó en temporadas posteriores con Indiana Pacers y Cleveland Cavaliers, pero ninguno de los dos equipos contó finalmente con sus servicios.

## Estadísticas de su carrera en la NBA

### Temporada regular
| Temporada | Edad | Equipo                 | Liga | Pos. | P | TIT | MIN | TC  | TCA | %TC | 3P  | 3PA | %3P | 2P  | 2PA | %2P | TL  | TLA | %TL | R.OF. | R.DEF. | REB | ASIS | ROB | TAP | PER | FP  | PTS |
| 1998-99   | 25   | Minnesota Timberwolves | NBA  | P    | 1 | 0   | 5.0 | 0.0 | 0.0 |     | 0.0 | 0.0 |     | 0.0 | 0.0 |     | 0.0 | 0.0 |     | 1.0   | 2.0    | 3.0 | 0.0  | 0.0 | 0.0 | 0.0 | 5.0 | 0.0 |
| Total     |      |                        | NBA  |      | 1 | 0   | 5.0 | 0.0 | 0.0 |     | 0.0 | 0.0 |     | 0.0 | 0.0 |     | 0.0 | 0.0 |     | 1.0   | 2.0    | 3.0 | 0.0  | 0.0 | 0.0 | 0.0 | 5.0 | 0.0 |